# Districte d'Aubonne

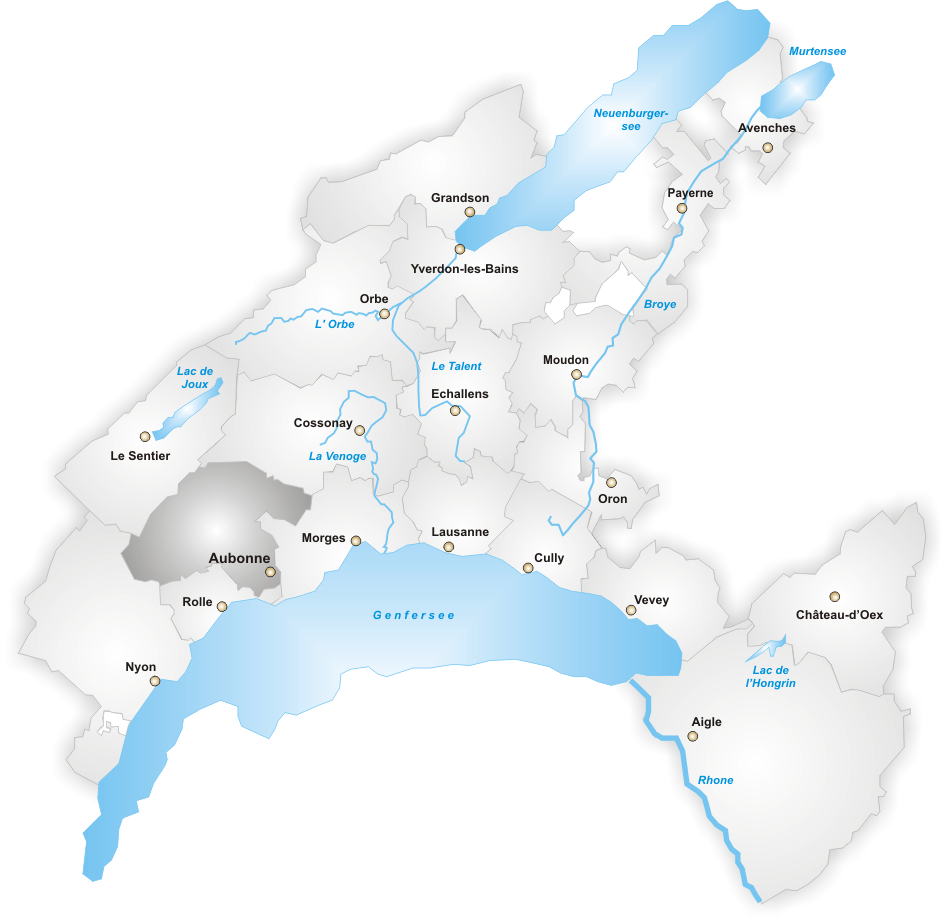
L'antic districte d'Aubonne

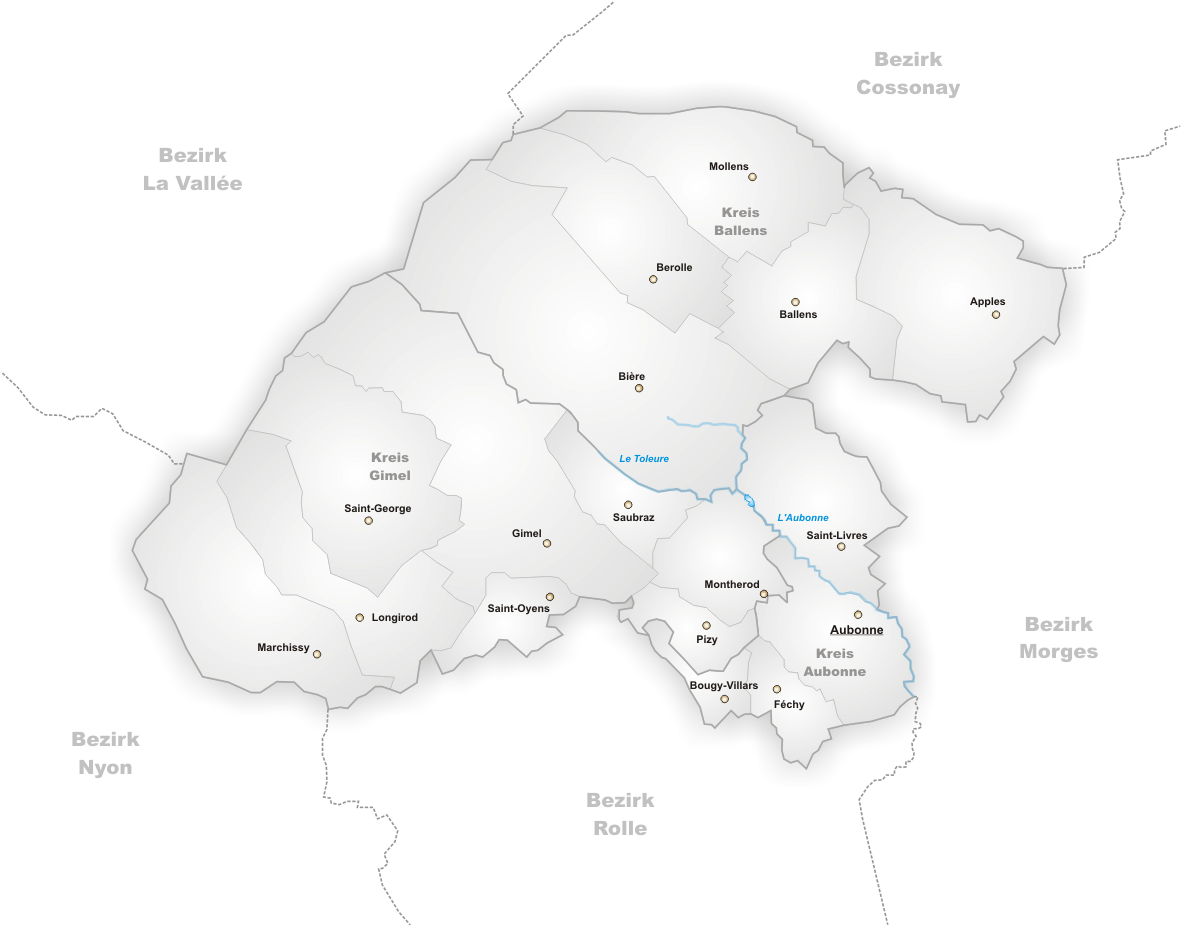
Municipis de l'antic districte d'Aubonne

El districte d'Aubonne és un dels antics 19 districtes del cantó suís de Vaud que va desaparèixer en la reforma del 2008. Els seus municipis es van repartir entre el districte de Morges, excepte els municipis de Longirod, Marchissy i Saint-George que van passar al districte de Nyon.

## Municipis
- Cercle d'Aubonne
  - Aubonne
  - Bougy-Villars
  - Féchy
  - Saint-Livres

- Cercle de Ballens
  - Apples
  - Ballens
  - Berolle
  - Bière
  - Mollens (VD)

- Cercle de Gimel
  - Gimel
  - Longirod
  - Marchissy
  - Montherod
  - Pizy
  - Saint-George
  - Saint-Oyens
  - Saubraz